# Gunnbjörn Fjeld
El Gunnbjörn Fjeld, amb els seus 3.694 msnm, és la muntanya més alta de Groenlàndia. Es troba a la serralada Watkins, a la costa est del país, envoltada per altres cims de més de 3.500 m. La muntanya és un nunatak, un cim muntanyós que sorgeix del territori cobert per una glacera.
Rep el nom en record de Gunnbjörn Ulfsson, el viking que fou el primer europeu a arribar a Groenlàndia. A la Saga islandesa a la muntanya se l'anomena Hvitsärk, que significa literalment "camisa blanca".
Fou escalada per primera vegada el 16 d'agost de 1935 per Augustine Courtauld, Jack Longland, Ebbe Munck, Harold G. Wager i Lawrence Wager.